# Tetrix sierrana
Tetrix sierrana är en insektsart som beskrevs av Rehn, J.A.G. och H.J. Grant Jr. 1956. Tetrix sierrana ingår i släktet Tetrix och familjen torngräshoppor. Inga underarter finns listade i Catalogue of Life.